# Cryptonereis malaitae
Cryptonereis malaitae är en ringmaskart som beskrevs av Gibbs 1971. Cryptonereis malaitae ingår i släktet Cryptonereis och familjen Nereididae. Inga underarter finns listade i Catalogue of Life.